# Eleições na Guiné-Bissau
Na Guiné-Bissau é eleito um chefe de estado nacional (o presidente) e os membros do legislativo. A Assembleia Nacional Popular do País tem 102 membros, eleitos para mandatos de 4 anos. O sistema eleitoral é multipartidário, e os partidos podem governar o país por si mesmo, após eleitos, ou em coligações.~
Apenas em 1994 foram realizadas as primeiras eleições multipartidárias no país. Até agora nenhum primeiro-ministro ou presidente terminou o mandato.

## Eleições presidenciais

### Eleições de Julho/Agosto de 1994
- 1ª volta (3 de Julho de 1994):
  - Vitória de Nino Vieira - Partido Africano para a Independência da Guiné e Cabo Verde: 46,20%
  - Kumba Yalá - Partido da Renovação Social (PRS): 21,88%;
  - Domingos Fernandes - RGB-MB: 17,44%;
  - Carlos Gomes - PCD: 5,7%;
  - François Mendy - FLING: 2,8%;
  - Bubacar R. Djaló - LIPE UM: 2,76%;
  - Vitor Saúde Maria - PUSD: 2,07%;
  - Antonieta Rosa Gomes - FCG-SD: 1,79%.

- 2ª volta (7 de Agosto de 1994):
  - Nino Vieira: 52%
  - Kumba Yalá: 48%.

### Eleições de 16 de Janeiro de 2000
- Vencedor no segundo turno: Kumba Yalá, do Partido da Renovação Social (PRS): 72% dos votos.
- Malam Bacalai Sanhá, do PAIGC

### Eleições de Junho de 2005
- Vitória de Nino Vieira.

### Eleições de 2009
- Vitória de Malam Bacai Sanhá

### Eleições de Março de 2012
- Vencedor: Carlos Gomes Júnior
- Kumba Yalá
- ELEIÇÕES DE MAIO DE 2014
- José Mário Vaz

## Eleições legislativas

### Eleições de 1994
Distribuição dos deputados da eleição de 3 de Julho de 1994:
- Partido Africano para a Independência da Guiné e Cabo Verde: 62 em 100 lugares.
- RGB-Movimento Bafatá: 19 em 100 lugares.
- União para a Mudança (UM): 6 em 100 lugares.
- Partido da Renovação Social (PRS): 12 em 100 lugares.

### Eleições de 1999
Distribuição dos deputados da eleição de 28 de Novembro de 1999:
- Partido da Renovação Social (PRS): 38 lugares;
- RGB-Movimento Bafatá: 28 lugares;
- Partido Africano para a Independência da Guiné e Cabo Verde: 24 lugares.

### Eleições de 2004
Distribuição dos deputados da eleição de 28 de Março de 2004:
- Partido Africano para a Independência da Guiné e Cabo Verde: 45 em 102 lugares.
- Partido para a Renovação Social (PRS): 35 em 102 lugares.
- Partido Unido Social Democrático (PUSD): 17 em 102 lugares.
- Outros: 3 em 102 lugares.

2 lugares da Diáspora não foram atribuídos.
Participação foi 75%.

### Eleições de 2008
Distribuição dos deputados da eleição de 16 de Novembro de 2008:
- Partido Africano para a Independência da Guiné e Cabo Verde: 67 lugares.
- Partido para a Renovação Social (PRS): 28 lugares.
- Partido Republicano para a Independência e Desenvolvimento  (PRID): 3 lugares.
- Aliança Democrática (AD): 1 lugar.
- Partido para a Nova Democracia (PND): 1 lugar.

Total: 100 lugares.
A participação foi 82%.

### Eleições de 2014
Distribuição dos deputados da eleição de 13 de Abril de 2014:
- Partido Africano para a Independência da Guiné e Cabo Verde (PAIGC): 57 lugares.
- Partido para a Renovação Social (PRS): 41 lugares.
- Partido da Convergência Democrática (PCD): 2 lugares.
- Partido para a Nova Democracia (PND): 1 lugar.
- União para a Mudança (UM): 1 lugar.

Total: 102 lugares.
A participação foi 88.57%. 
Na segunda ronda da eleição presidencial de 18 de Maio de 2014, José Mário Vaz (PAIGC) venceu com 61.92% contra Nuno Gomes Nabiam. A participação foi 78%. 

### Eleições de 2019
As eleições foram sendo adiadas desde Abril de 2018, quatro anos depois das últimas, tendo sido realizadas em 10 de Março de 2019.

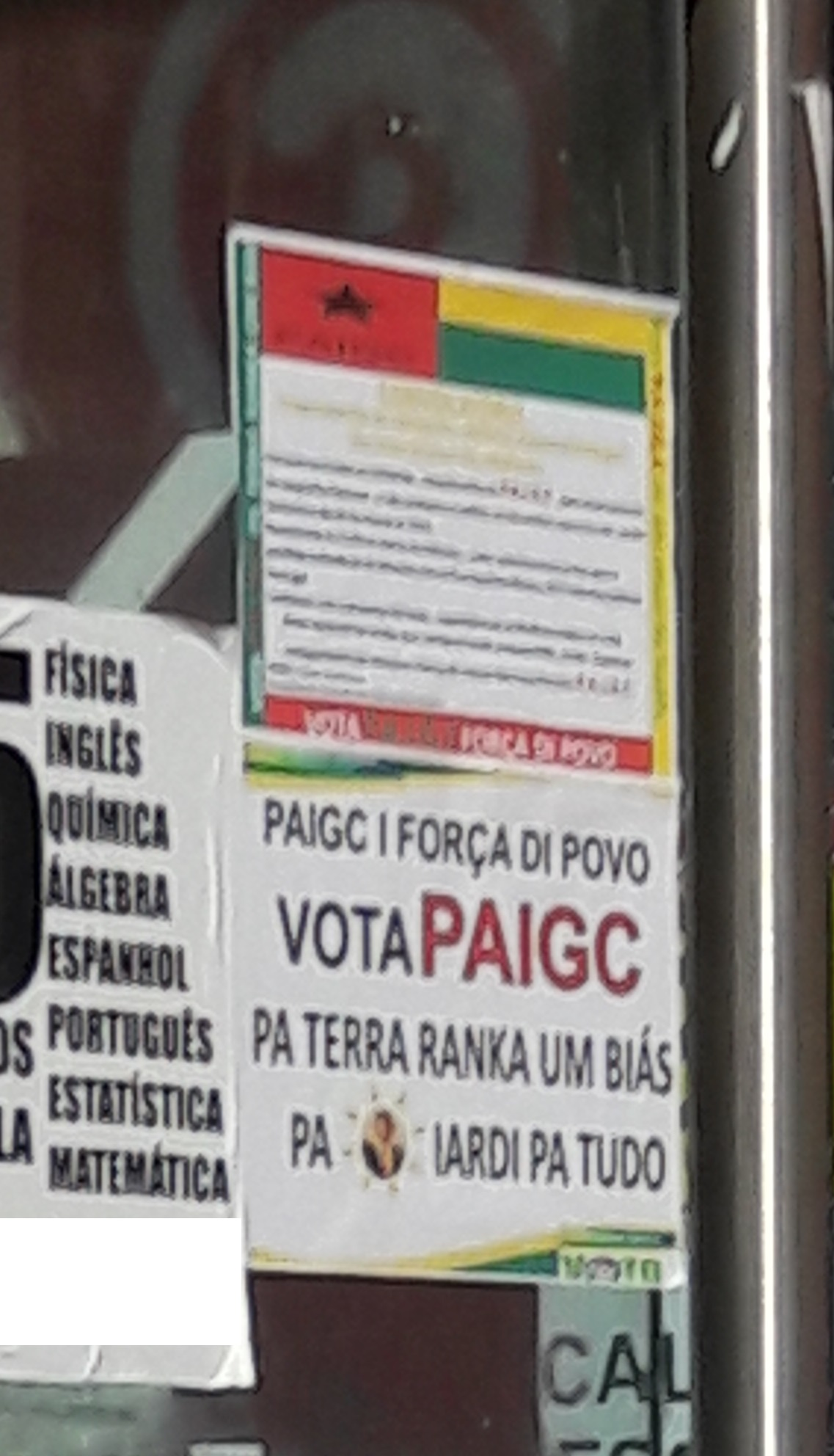
Cartazes relativos à campanha eleitoral de 2019 na Guiné-Bissau, colocados junto ao Metro de Odivelas (Portugal)